# Yuri Gagarin en los sellos postales

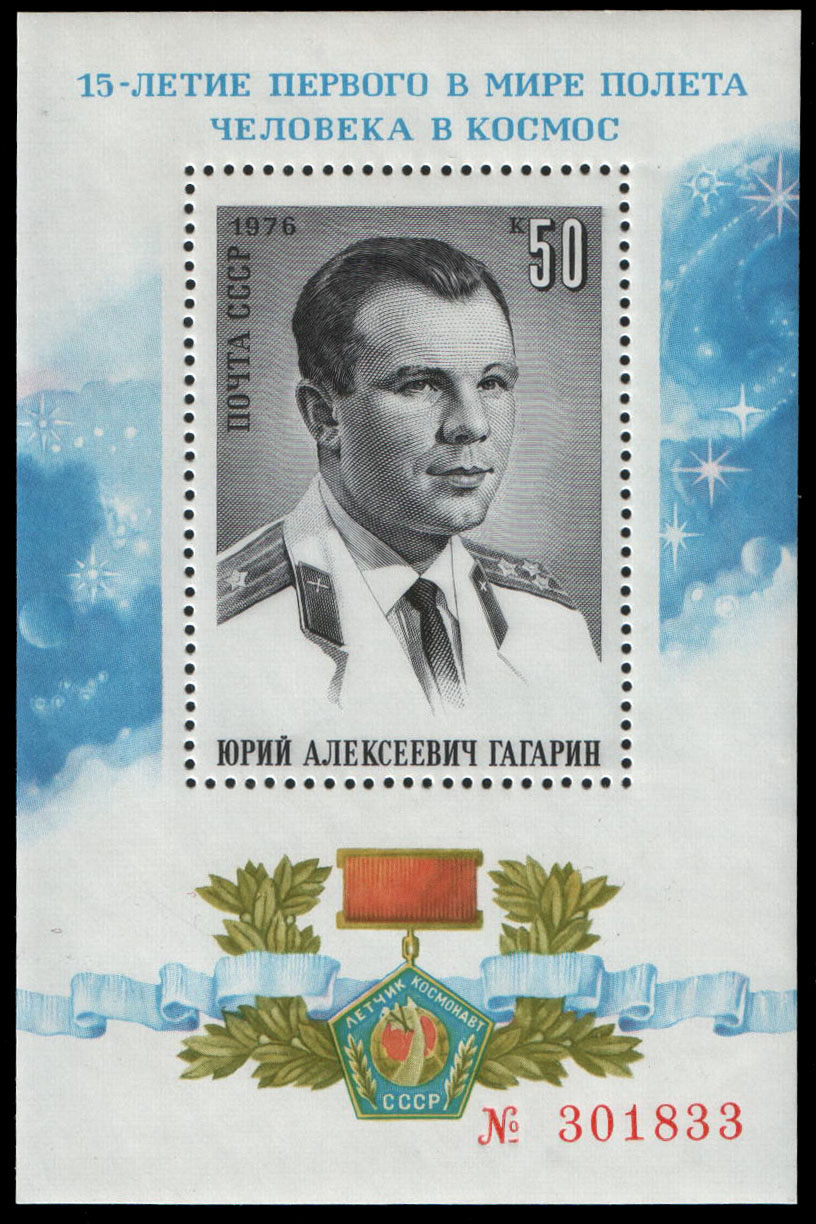
Hoja bloque, URSS, 1976.

La temática de astrofilatelia encuentra una sección en Gagarin en filatelia – para incluir todos los materiales filatélicos, tarjetas postales y estampillas, principalmente soviéticos – referente al primer cosmonauta mundial Y. A. Gagarin (1934-1968).
Las estampillas y otras colecciones de esta temática aparecen reiteradamente durante los siglos XX y XXI en la Unión Soviética y otros países, incluyendo la Rusia actual. Entre 1961 y 2005, 386 miniaturas postales fueron emitidas en 85 países del mundo.
Los departamentos postales de otros países socialistas casi siempre dedicaban emisiones filatélicas al respecto. Para los países, que estaban fuera del ámbito socialista, también tienen diversas emisiones sobre Yuri Gagarin.

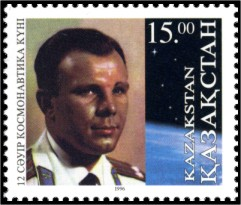
En un sello de Kazajistán, 1996
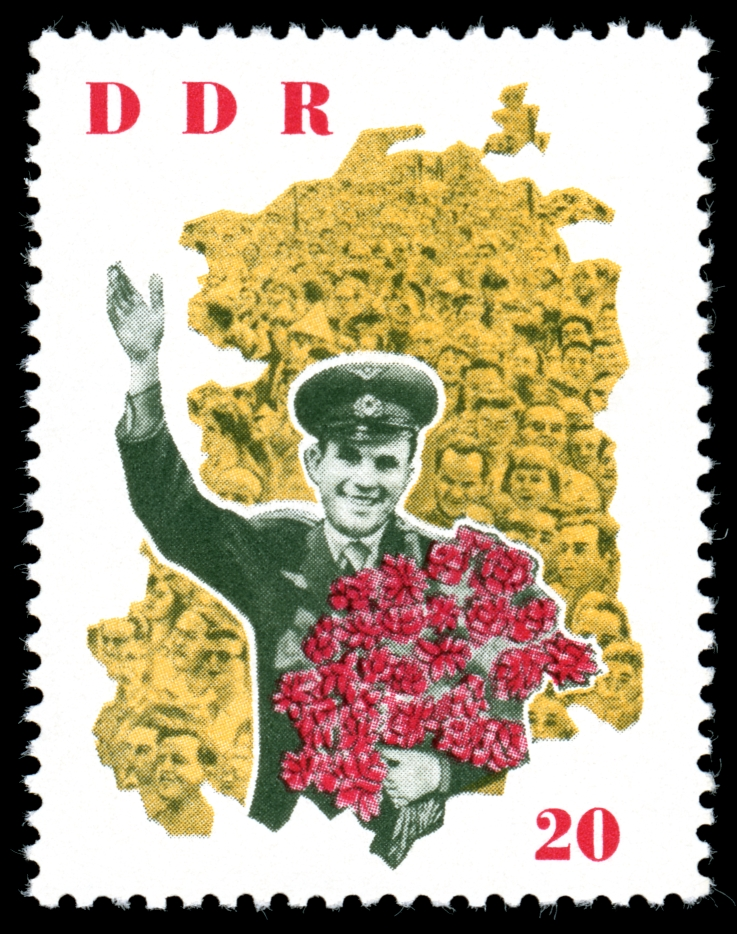
RDA, 1963
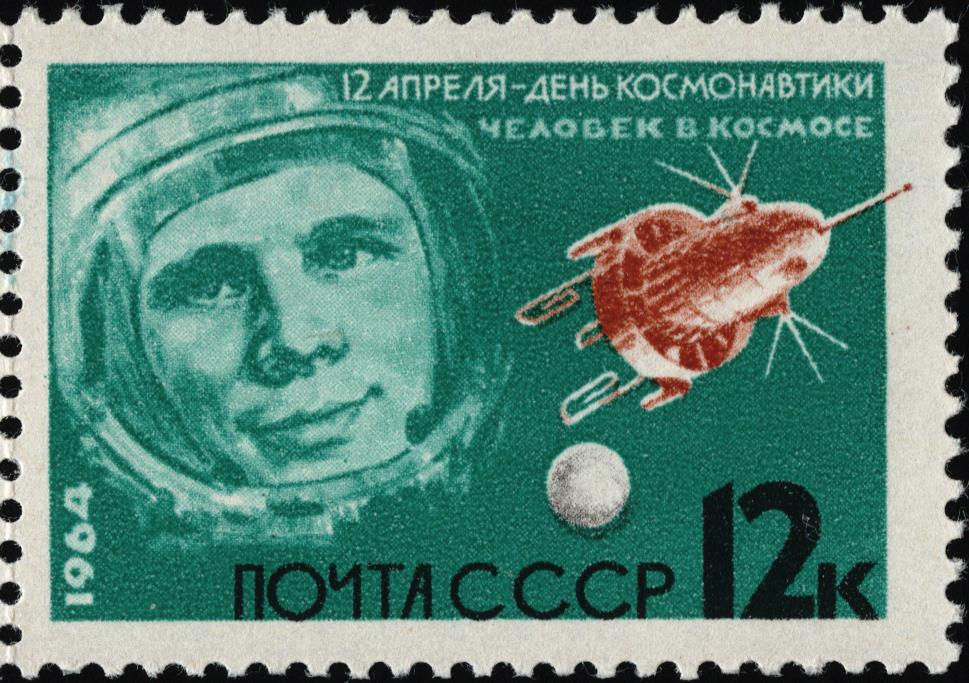
Día de la Cosmonáutica, URSS, 1964
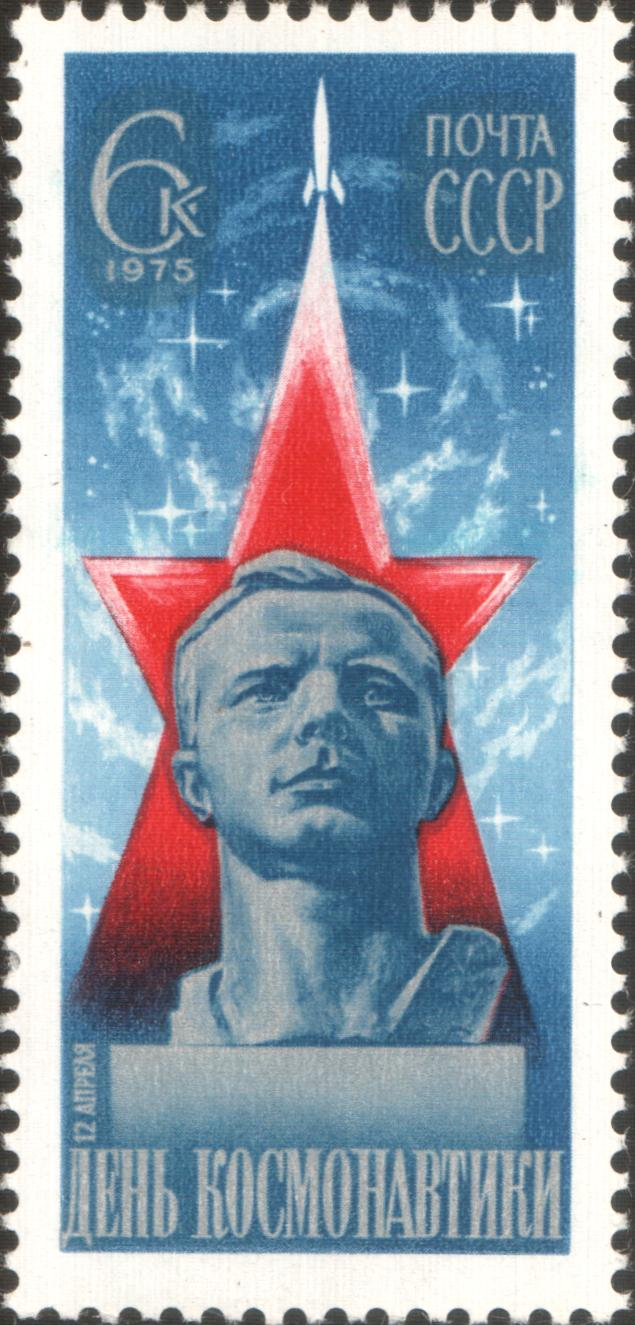
Día de la cosmonáutica, URSS, 1975
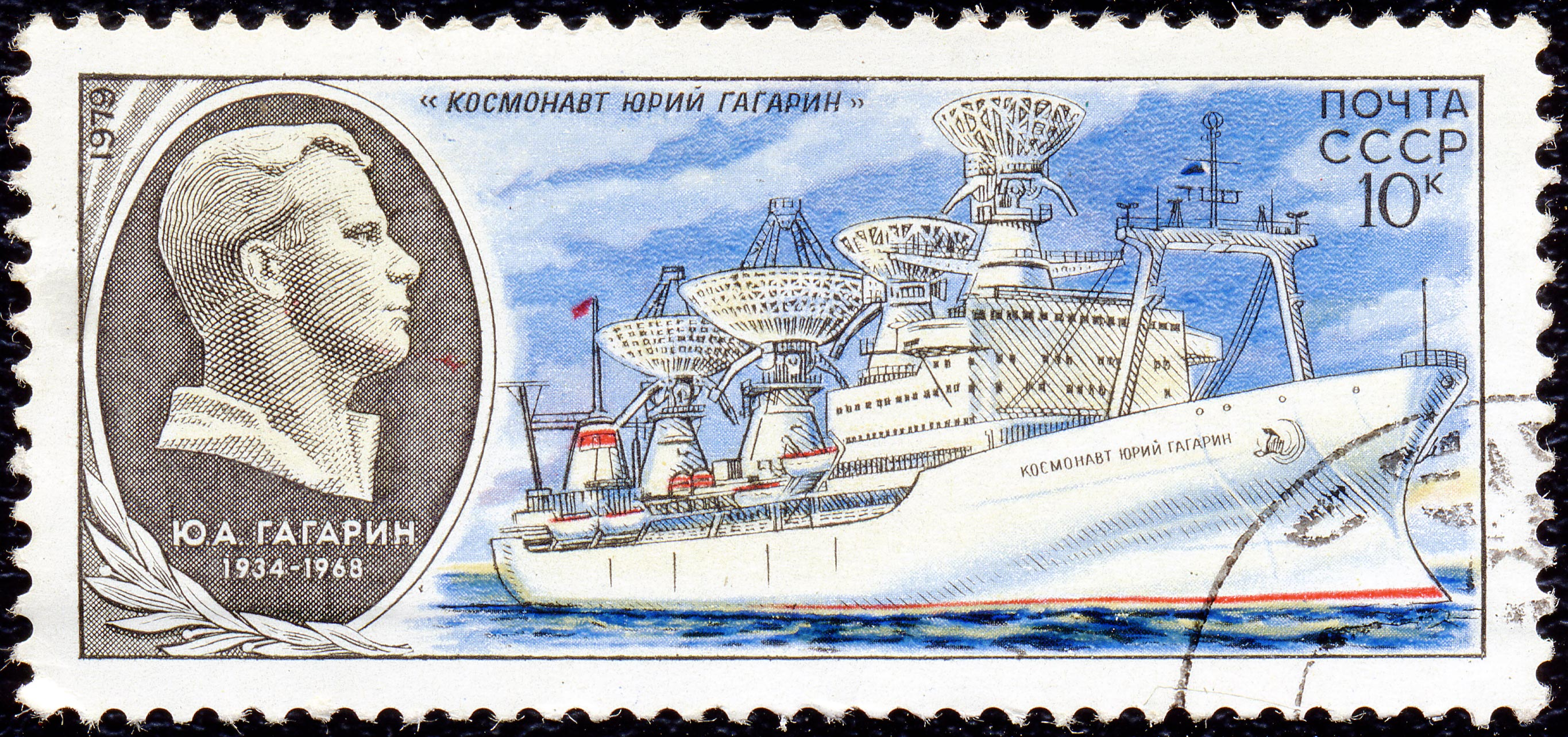
Navío Cosmonauta Yuri Gagarin, URSS, 1979
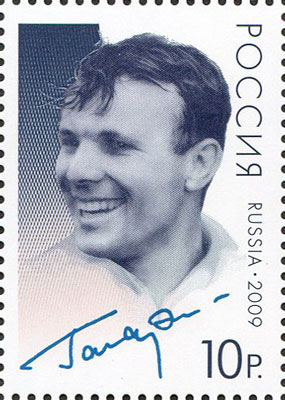
Por el 75 aniversario del nacimiento de Yuri Gagarin. Rusia, 2009